# Luisa Capetillo
Luisa Capetillo (28 de outubro de 1879 — 10 de outubro de 1922) foi uma anarquista portoriquenha, pioneira em seu país do feminismo e sindicalismo. Lutou pelos trabalhadores e os direitos das mulheres. Se distinguiu como intelectual, escritora, jornalista e líder operária. Fez resistência aos convencionalismos sociais e chamou a atenção a suas posições ideológicas de múltiplas maneiras.

## Primeiros anos
Luisa nasceu em Arecibo, Porto Rico. Seus pais eram Luis Capetillo, de origem espanhola, e Margarita Peróin, de origem francesa. Luis Capetillo chegou ao Porto Rico na mesma época que Margarita, viajando com sua família.
Em Arecibo, ela foi criada e educada em casa pelos seus pais, que ambos foram bastante liberais em relação às suas ideologias filosóficas e políticas.
Em 1898, Luisa teve o primeiro de seus dois filhos fora do casamento. Na sua terra natal, trabalhou como leitora em uma fábrica de charuto. Após a Guerra Hispano-Americana, a American Tobacco Company, que tinha ganhado o controle da maior parte de plantações de tabaco da ilha, iria contratar pessoas para ler romances e acontecimentos atuais aos trabalhadores. Foi na fábrica de tabaco que Luisa teve seu primeiro contato com os sindicatos. Em 1904, Luisa começou a escrever ensaios, intitulados "Mi Opinión" (Minha Opinião), sobre suas ideias, que foram publicados em jornais sindicais e radicais.

## Líder trabalhista e ativista pelos direitos das mulheres
Durante uma greve dos trabalhadores agrícolas em 1905, Luisa escreveu a propaganda e mobilizou os trabalhadores à greve, e logo se tornou líder da "FLT" (American Federation of Labor [Federação Americana do Trabalho]) e viajou por todo o Porto Rico para educar e introduzir as mulheres ao sindicalismo. Sua cidade natal, Arecibo, passou a ser a área mais sindicalizada do país.
Em 1908, durante a convenção "FLT", Luisa pediu ao sindicato para aprovar o projeto pelo sufrágio feminino, insistindo que todas as mulheres deveriam ter o mesmo direito ao voto que os homens. Luisa é considerada uma das primeiras sufragistas de Porto Rico.
Em 1912, Luisa viajou até Nova Iorque, onde mobilizou os trabalhares de tabaco cubanos e porto-riquenhos. Mais tarde, foi até à cidade de Tampa, na Flórida, onde também mobilizou os trabalhadores. Na Flórida publicou a segunda edição de "Mi Opinión". Também viajou a Cuba e República Dominicana, onde se juntou aos trabalhadores grevistas em sua causa.
Em 1919 desafiou a sociedade mainstream por se tornar a primeira mulher porto-riquenha a usar calças em público. Luisa foi mandada para prisão por aquilo que então era considerado como um "crime", mas o juiz, mais tarde, retirou as acusações contra ela. Nesse mesmo ano, junto com outros ativistas, ajudou a aprovar uma lei de salário mínimo na legislatura porto-riquenha.

## Legado
Luisa morreu em 10 de outubro de 1922, em Porto Rico, vítima de tuberculose. Está sepultada no Cemitério Municipal de Arecibo.
Em 1990, foi feito um telefilme sobre ela, intitulado Luisa Capetillo, pasión de justicia (Luisa Capetillo, a paixão de justiça), dirigido por Sonia Fritz e os arranjos musicais ficaram por conta de Zoraida Santiago. Em Arecibo existe uma Casa Protegida Luisa Capetillo, que é uma organização sem fins lucrativos, cujo objetivo é defender as mulheres que foram maltratadas fisicamente ou mentalmente. A Universidade de Porto Rico criou o "Centro de Documentação Luisa Capetillo" em março de 1990 como parte do projeto de estudos feministas desenvolvido em 1986 pela Universidade e recebeu ajuda financeira da Fundação Ángel Ramos.